# Benito Sarti
Benito Sarti (ur. 23 lipca 1936 w Padwie, zm. 4 lutego 2020) – włoski piłkarz, występujący na pozycji obrońcy.
Z Juventusem trzykrotnie zdobył mistrzostwo Włoch (1960, 1961, 1967) i również trzykrotnie puchar tego kraju (1959, 1960, 1965). W latach 1958–1961 rozegrał 6 meczów w reprezentacji Włoch.